# Neukyhna
Neukyhna is een plaats in de Duitse gemeente Wiedemar in de deelstaat Saksen. Als gemeente ontstond Neukyhna in 1994 door de fusie van acht plaatsen. Op 1 januari 2013 ging Neukyhna op in de vergrote gemeente Wiedemar. De plaats bestaat uit de Ortsteilen Doberstau, Kyhna, Lissa, Pohritzsch, Quering, Serbitz, Zaasch en Zschernitz.